# Catedral de San Pablo (Birmingham)
La Catedral de San Pablo  (en inglés: Cathedral of Saint Paul ) es la iglesia madre de la diócesis de Birmingham, en Alabama al sur de los Estados Unidos. Diseñada por el arquitecto de Chicago Adolphus Druiding, el edificio de ladrillo de estilo gótico victoriano se completó como parroquia en 1893. Fue elevado a la condición de la catedral con la creación de la Diócesis de Birmingham en 1969.
Los restos del padre James Coyle fueron reubicados desde el cementerio de Elmwood a esta iglesia de la que fue su cura.
Druding de Chicago fue la Firma de Arquitectos seleccionada. El contratista que tuvo que ser convencido para trasladarse a Birmingham para construir el proyecto fue Lawrence Scully. Justo antes de su finalización, Lawrence Scully murió cuando su coche de caballos se asustó por un vehículo de motor, que hizo sonar el claxon. El caballo se encabritó y se volcó sobre el carro, matando a Lawrence Scully. Lawrence Scully también construyó una de las primeras escuelas públicas de Birmingham, la Escuela Powell.
Dos edificios, la iglesia y la escuela asociada, se enumeran en el registro nacional de lugares históricos como la Iglesia Católica de St. Paul desde 1982.

## Véase también

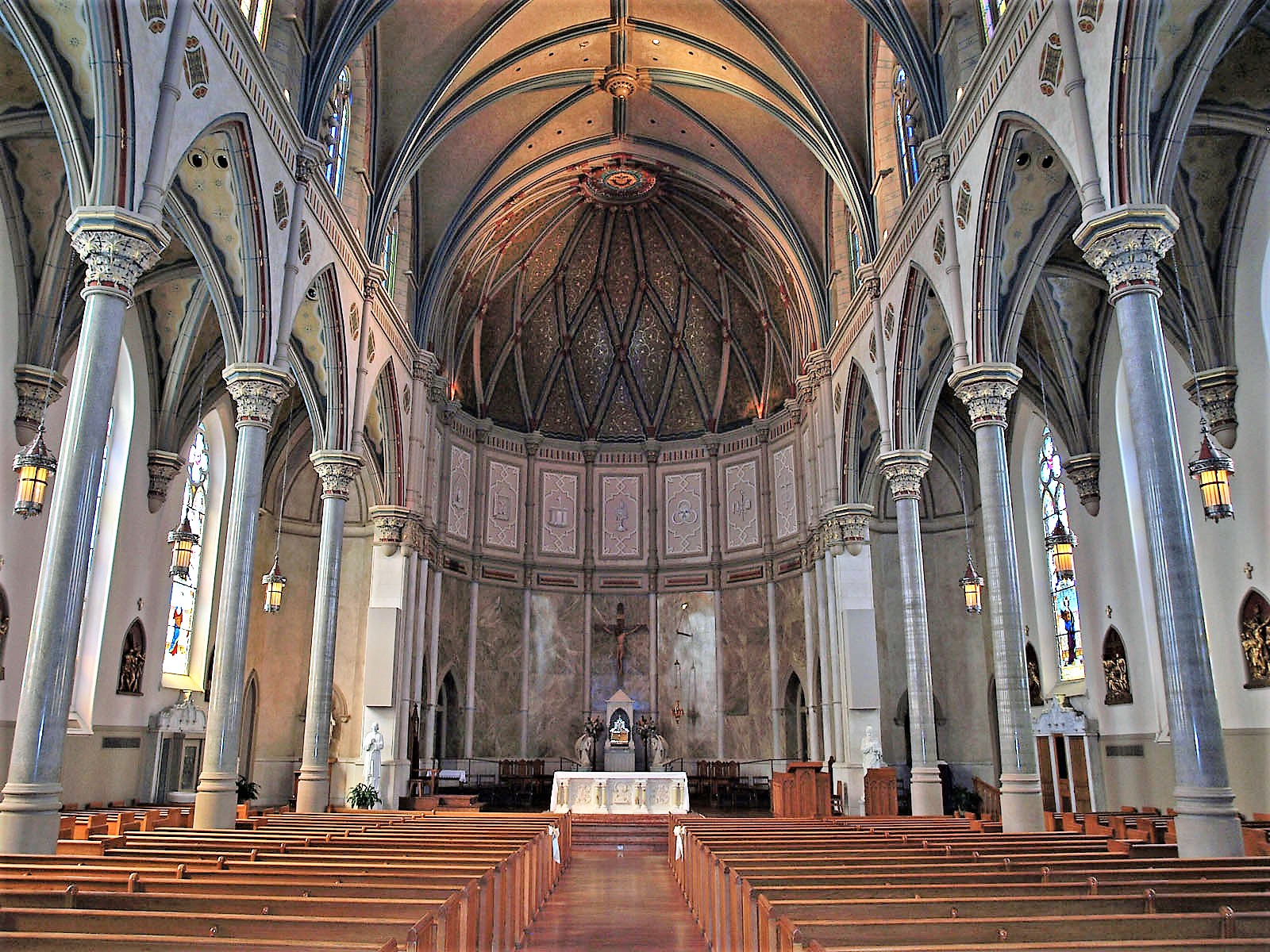
Vista interna